# Born Dead
Born Dead é o segundo álbum de estúdio da banda Body Count, lançado em 6 de Setembro de 1994 pela gravadora Virgin Records.
O álbum contém três singles, "Hey Joe", um cover da canção de Jimi Hendrix que foi lançado primeiramente no álbum tributo Stone Free: A Tribute to Jimi Hendrix, "Born Dead" e "Necessary Evil".
| Críticas profissionais                                                      | Críticas profissionais |
| Avaliações da crítica                                                       | Avaliações da crítica  |
| Fonte                                                                       | Avaliação              |
| --------------------------------------------------------------------------- | ---------------------- |
| allmusic                                                                    | [ 1 ]                  |
| Entertainment Weekly                                                        | (B)                    |
| Rolling Stone                                                               | [ 3 ]                  |
| Esta tabela precisa de ser acompanhada por texto em prosa. Consulte o guia. |                        |

## Faixas
| N.º | Título               | Duração |  |
| 1.  | "Body M/F Count"     | 2:14    |  |
| 2.  | "Masters of Revenge" | 5:20    |  |
| 3.  | "Killin' Floor"      | 2:21    |  |
| 4.  | "Necessary Evil"     | 3:59    |  |
| 5.  | "Drive by"           | 1:26    |  |
| 6.  | "Last Breath"        | 5:18    |  |
| 7.  | "Hey Joe"            | 4:28    |  |
| 8.  | "Shallow Graves"     | 4:12    |  |
| 9.  | "Surviving the Game" | 5:41    |  |
| 10. | "Who Are You"        | 3:48    |  |
| 11. | "Street Lobotomy"    | 2:24    |  |
| 12. | "Born Dead"          | 5:59    |  |

CD Bônus - Live in Europe
| N.º | Título                               | Duração |  |
| 1.  | "Body Count's in the House" (Live)   | 3:38    |  |
| 2.  | "Born Dead" (Live & Clean)           | 6:43    |  |
| 3.  | "Body Count Anthem" (Live)           | 2:59    |  |
| 4.  | "There Goes the Neighborhood" (Live) | 6:42    |  |
| 5.  | "Bowels of the Devil" (Live)         | 3:47    |  |

## Posições nas paradas musicais
| País - Parada Musical (1994)    | Melhor posição |
| ------------------------------- | -------------- |
| Alemanha - Media Control Charts | 5              |
| Austrália - ARIA Charts         | 5              |
| Países Baixos - MegaCharts      | 27             |
| Estados Unidos - Billboard 200  | 74             |